# Carlos Gomes (músico)
Antônio Carlos Gomes (Campinas, 11 de julio de 1836-Belém, 16 de septiembre de 1896) fue uno de los músicos más importantes del Brasil, el primer compositor del Nuevo Mundo cuya obra fue aceptada en Europa. Su obra más conocida, la ópera Il Guarany, fue presentada en el Teatro alla Scala, en Milán, Italia el 19 de marzo de 1870.

## Biografía
Nació en el pueblo de São Carlos, que es actualmente la ciudad de Campinas, Brasil, hijo del Maestro Manuel José Gomes y Fabiana Maria Jaguari Cardoso.
Sus tendencias musicales de la infancia pronto fueron estimuladas por su padre y por su hermano mayor José Pedro de Sant'Ana Gomes, también director. José Pedro fue el guía y asesor más dedicado en la carrera artística de su hermano. Convenció a Antônio para que visitara la corte, donde se convirtió en protegido del emperador Dom Pedro II, quien, estando muy interesado en las carreras de artistas e intelectuales brasileños, hizo posible que Antônio Carlos estudiase en el Conservatorio musical de Río de Janeiro.
Después de haberse graduado con honores, Carlos produjo su primera ópera, A noite do castelo (septiembre de 1861), la cual fue un gran éxito. Dos años después, lo repitió con su segunda ópera, Joana De Flandres, que fue considerada superior a la primera. Estas dos piezas convencieron al emperador de ofrecerle una beca real para estudiar en Italia en 1864. Estudió en Milán en el conservatorio local con Lauro Rossi y Alberto Mazzucato y completó en tres años un curso que normalmente se hacía en cuatro, obteniendo el título de Maestro Compositor.
Interesado en componer una ópera que tratase de un tema genuinamente brasileño, Carlos Gomes eligió como tema de su siguiente obra la novela O Guarani, del escritor brasileño José de Alencar. La ópera tenía tema y ambientación india y se estrenó en mayo de 1870 en el Teatro de La Scala en Milán como Il Guarany.
El éxito fue enorme. Incluso los críticos musicales más estrictos compararon al músico brasileño con los grandes maestros europeos, como Rossini y Verdi. El maestro brasileño fue presentado en las principales capitales europeas. Antes de acabar el año, Gomes regresó a Brasil donde organizó el estreno de Il Guarany en Río de Janeiro. La pieza logró el mismo éxito que en Italia.
Volvió a Italia, y se casó con Adelina Peri, una pianista italiana a la que había conocido mientras estudiaba en Milán. Escribió el himno Il saluto del Brasile para el centenario de la independencia estadounidense, que fue interpretado en Filadelfia el 19 de julio de 1876.
En 1883 el maestro viajó a Brasil, siendo homenajeado en cada ciudad que visitó. Regresó a Italia, y se dedicó a componer una ópera contra la esclavitud, inspirada por la lucha de liberación de los esclavos negros en Brasil, que tituló Lo Schiavo. La composición, que le había sido sugerida por un gran amigo de Antônio, un ingeniero negro de nombre André Rebouças, solo se estrenó varios años después, en 1889.
Cuando fue proclamada la república brasileña en 1889, Carlos Gomes, quien en esta época estaba en Campinas, navegó de nuevo hacia Italia. Leal a la monarquía y a Dom Pedro II, Gomes rechazó la oportunidad que le ofreció el presidente Deodoro da Fonseca de componer el nuevo Himno nacional del Brasil. En los años siguientes, compuso la ópera Condor y la cantata Colombo, para el Festival de Colón (12 de octubre de 1892), en conmemoración del cuarto centenario del descubrimiento de América.
Invitado por el gobernador de la provincia brasileña de Pará a dirigir el conservatorio musical, el maestro viajó a la capital, Belém para asumir el cargo. Sin embargo, poco después de llegar, Carlos Gomes, para entonces un hombre anciano de escasa salud, murió el 16 de septiembre de 1896.
Además de sus ocho óperas, compuso canciones (3 libros), coros y piezas para piano.

## Obras

### Óperas
| Título                 | Libretista                           | Fecha de estreno         | Ciudad, teatro                           | Notas                                                     |
| ---------------------- | ------------------------------------ | ------------------------ | ---------------------------------------- | --------------------------------------------------------- |
| A Noite do Castelo     | Antônio José Fernando dos Reis       | 4 de septiembre de 1861  | Río de Janeiro, Teatro Lyrico Fluminense |                                                           |
| Joana de Flandres      | Salvador de Mendonça                 | 15 de septiembre de 1863 | Río de Janeiro, Teatro Municipal         |                                                           |
| Se sa minga            | Antonio Scalvini                     | 9 de diciembre de 1866   | Milán, Teatro Fossati                    | opereta                                                   |
| Nella luna             | Antonio Scalvini                     | 11 de diciembre de 1868  | Milán, Teatro Carcano                    | opereta                                                   |
| Il Guarany             | Antonio Scalvini y Carlo D'Ormeville | 19 de marzo de 1870      | Milán, Teatro de La Scala                |                                                           |
| Telégrafo eléctrico    | Joaquim José de França Júnior        | 1871                     | Río de Janeiro, Teatro Lyrico Fluminense | opereta                                                   |
| Os mosqueteiros do rei |                                      |                          |                                          | comenzada en 1871, inacabada                              |
| Fosca                  | Antonio Ghislanzoni                  | 16 de febrero de 1873    | Milán, Teatro de La Scala                | Revisión: 7 de febrero de 1879, Milán, Teatro de La Scala |
| Salvator Rosa          | Antonio Ghislanzoni                  | 21 de marzo de 1874      | Génova, Teatro Carlo Felice              |                                                           |
| Maria Tudor            | Emilio Praga y Arrigo Boito          | 27 de marzo de 1879      | Milán, Teatro de La Scala                |                                                           |
| Lo Schiavo             | Rodolfo Paravicini                   | 27 de septiembre de 1889 | Río de Janeiro, Teatro D. Pedro II       |                                                           |
| Condor                 | Mario Canti                          | 21 de febrero de 1891    | Milán, Teatro de La Scala                |                                                           |
| Colombo                | Albino Falanca                       | 12 de octubre de 1892    | Río de Janeiro, Teatro D. Pedro II       | Poema sinfónico-vocal                                     |

### Otras
Aunque la ópera es su género preferido, Gomes compuso igualmente música sacra, alrededor de 50 modinhas, cantatas y operetas. Sus modinhas son el perfecto reflejo del ambiente romántico y refinado de los salones literarios y musicales, puestos de moda en Río de Janeiro por la presencia de la corte imperial: así se encuentra el lirismo francés y el humor italiano, y sobre todo la fuerte presencia del estilo verdiano.